# 西部省 (卢旺达)
西部省是卢旺达的5个省之一，首府基布耶。该省由原尚古古省、吉塞尼省、基布耶省以及鲁亨盖里省的小部份合并组成，在2006年1月成立。
西部省下设7县。
1. ↑  Citypopulation.de Population of Western Province